# Giro delle Marche 1969
Il Giro delle Marche 1969, seconda edizione della corsa, si svolse l'11 maggio 1969 su un percorso di 200 km. La vittoria fu appannaggio dell'italiano Costantino Conti, che completò il percorso in 5h10'00", precedendo il danese Ole Ritter e il connazionale Francesco Desaymonet.

## Ordine d'arrivo (Top 10)
| Pos. | Corridore              | Squadra        | Tempo    |
| ---- | ---------------------- | -------------- | -------- |
| 1    | Costantino Conti       | Faema          | 5h10'00" |
| 2    | Ole Ritter             | Germanvox-Wega | s.t.     |
| 3    | Francesco Desaymonet   | Faema          | s.t.     |
| 4    | Flavio Martini         | Gris 2000      | a 3'00"  |
| 5    | Mario Anni             | Molteni        | s.t.     |
| 6    | Romano Tumellero       | Ferretti       | s.t.     |
| 7    | Renzo Baldan           | G.B.C.         | s.t.     |
| 8    | Giorgio Destro         | G.B.C.         | s.t.     |
| 9    | Ernesto Jotti          | Scic           | s.t.     |
| 10   | Giovanni De Franceschi | Eliolona       | s.t.     |